# Harry Sundberg
Harry Sundberg (Stoccolma, 9 gennaio 1898 – 16 maggio 1945) è stato un calciatore svedese, di ruolo centrocampista.

## Carriera

### Club
Giocò sempre il campionato svedese.

### Nazionale
Con la sua Nazionale partecipò ai Giochi olimpici del 1924, nei quali conquistò la medaglia di bronzo.